# 宮北敏夫
宮北 敏夫（みやきた としお、1897年5月7日 - 1982年12月10日）は、日本の土木工学・衛生工学者。大阪工業大学第3代学長・名誉教授、摂南大学初代学長。工学博士（京都大学）。土木学会関西地区元評議員。大阪市水道部元技術課長。
専門は、土木工学・衛生工学・都市工学（特に上下水道工学）、水理学・環境科学。

## 略歴
兵庫県出身。1921年京都帝国大学理工科大学土木工学科第三講座卒業。大阪市の技手として水道局に勤務し、1938年大阪市水道部技術課長。1946年に退職して摂南工業専門学校講師となり、1948年より大阪大学工学部講師を兼任、1949年大阪工業大学工学部土木工学科教授。1958年工学博士（京都大学）。その後、1959年から1963年まで大阪工業大学学長。1968年大阪工業大学名誉教授。1975年から1977年まで摂南大学の初代学長を務めた。
大阪工業大学工学部土木工学科にて教鞭を執り、同大学学長を務めるなど川島普と共に、大学初期の土木工学・衛生工学（のちの環境工学）の研究推進・育成に貢献した。
主な所属学会は、土木学会、日本水道協会、日本水処理技術研究会、日本下水道協会、環境技術学会、日本地球化学会など。主な受賞は日本水道協会優秀論文賞（1953年）、勲三等瑞宝章（1967年）。主な著書は、沈殿の理論と実際（単著、大阪水道工業会1959、学術書）。

## 主な研究
- 大阪市水道第5回拡張工事について
- 水道水源としての淀川について
- 工業用水道 - 生産と技術[7]
- 流動化層混合によるfloc形成[8]
- 原木泄物質の粗度組成が凝集効果に及ぼす影響について